# Drepanolejeunea evansii
Drepanolejeunea evansii là một loài Rêu trong họ Lejeuneaceae. Loài này được Bischl. mô tả khoa học đầu tiên năm 1964.